# بوهمین راپسودی
«حماسه بوهمی» یا «بوهمین راپسودی» (انگلیسی: Bohemian Rhapsody) ترانه‌ای از کوئین، گروه راک بریتانیایی است. این ترانه توسط فردی مرکوری برای آلبوم شبی در اپرا در سال ۱۹۷۵ ساخته و ضبط شد. این ترانه بند برگردان ندارد، در عوض از چند بخش تشکیل شده‌است: یک بخش تصنیف که با تکنوازی گیتار خاتمه می‌یابد، یک قطعه اپرایی، و در نهایت یک بخش انتهایی هارد راک. با آنکه ساختار موسیقایی این ترانه به ساختار متداول موسیقی پرطرفدار شبیه نبود، این ترانه با استقبال زیادی روبه‌رو شد و موفّقیت تجاری آن باعث شهرت فردی مرکوری و گروه کوئین شد. در آن هنگام، «بوهمین راپسودی» پرهزینه‌ترین تک‌آهنگی که تا آن موقع ساخته شده بود و از آن به عنوان یکی از ماهرانه‌ترین ترانه‌ها در تاریخ موسیقی عامه‌پسند یاد می‌شود.
«بوهمین راپسودی» در هنگام انتشارش به عنوان یک تک‌آهنگ، از نظر تجاری موفق بود و به مدت ۹ هفته در صدر جدول تک‌آهنگ‌های بریتانیا باقی ماند و تا انتهای ژانویه سال ۱۹۷۶ بیشتر از یک میلیون نسخه از آن به فروش رفت. در سال ۱۹۹۱ و پس از مرگ فردی مرکوری، حماسه کولی مجدداً به مدت پنج هفته در صدر این جدول قرار گرفت و سرانجام سومین تک‌آهنگ پرفروش در بریتانیا در تمام دوران‌ها شد. تک‌آهنگ «بوهمین راپسودی» در بازار برخی از کشورهای دیگر از جمله کانادا، استرالیا، زلاند نو، ایرلند و هلند هم در صدر قرار داشت و بعدها تبدیل به یکی از پرفروش‌ترین تک‌آهنگ‌های تمام دوران‌ها شد. در ایالات متحده، در سال ۱۹۷۶ این تک‌آهنگ توانست در ابتدا تا مکان نهم جدول بالا بیاید، هرچند که در سال ۱۹۹۲ پس از اینکه در فیلم دنیای وین این ترانه پخش شد، محبوبیت «بوهمین راپسودی» در ایالات متحده بالا رفت و در مکان دوم جدول قرار گرفت.
هرچند که ترانه در ابتدا واکنش‌های متفاوتی را دریافت کرد، همچنان از آن به عنوان یکی از محبوب‌ترین ترانه‌های گروه کوئین نام برده می‌شود. تک‌آهنگ «بوهمین راپسودی» با یک ویدیوی تبلیغاتی هم همراه بود که بسیاری از پژوهشگران آن را نوآورانه می‌دانند. این ترانه وارد تالار مشاهیر راک اند رول هم شده‌است. در سال ۲۰۱۲، این ترانه در یک نظرسنجی در مورد یافتن «محبوب‌ترین ترانه مورد علاقه مردم» که در سطح کشوری و توسط ITV در بریتانیا برگزار شده بود، در صدر قرار گرفت.

## یادکردها
1. ↑  برگرفته از روی جلد آلبوم کوئین: برگزیده آثار ۱، منتشر شده در ایران
2. ↑  Cunningham 1995.
3. ↑  Hodkinson 2004, p. 194.
4. ↑  Corn 2005, p. 24.